# Кету (мифология)
Ке́ту (санскр. केतु, IAST: Ketú) — южный, или нисходящий узел, в котором Луна, пересекая эклиптику, направляется вниз, в сторону Южного полюса Земли и одна из наваграх (девяти небесных тел) в индийской астрологии. Кету имеет противоположный, северный или восходящий узел, называемый Раху, в котором Луна направляется вверх, к Северному полюсу. В индуистской мифологии Кету считается «теневой» планетой, способной оказывать огромное влияние на жизни людей и на всё творение. В особых случаях Кету может помочь достичь человеку огромного успеха, особенно в духовной жизни. В индуистском искусстве Кету часто изображается с драгоценным камнем или со звездой на голове. Кету также ассоциируется с Ганешей и Матсьей — аватарой Вишну в образе гигантской рыбы. Кету символизирует процесс духовного очищения, часто он приносит страдания и потери в жизнь человека с целью повернуть его к Богу. Кету является каракой (индикатором) ума, мудрости, проницательности, непривязанности к материальному, сверхъестественных способностей. Считается, что Кету способен устранять последствия отравления ядом или укуса ядовитой змеи. Под покровительством Кету находятся три накшатры: Ашвини, Магха и Мула.
Согласно пураническому мифу, во время Пахтанья Молочного океана между дэвами и асурами завязалась битва за обладание полученной при взбалтывании океана амритой. Когда асуры одержали верх и завладели амритой, дэвы обратились за помощью к Вишну, который принял форму Мохини — девушки необычайной красоты. Воспользовавшись тем, что асуры были отвлечены её красотой, Мохини похитила у них амриту и раздала её дэвам, которые наконец смогли отведать небесного напитка. Один из асуров по имени Сварбхану принял облик дэва, намереваясь таким образом испить нектара. Однако, Сурья и Чандра признали самозванца и сообщили о нём Мохини. Раху начал пить амриту, но перед тем, как он смог проглотить её, Мохини отрубила ему голову с помощью божественного диска сударшана-чакры. В результате, уже соприкоснувшаяся с нектаром голова демона стала бессмертной и превратилась в лунный узел Раху, который, желая отомстить Солнцу и Луне, иногда проглатывает их, вызывая таким образом солнечные и лунные затмения. Тело демона превратилось в Кету.